# أوكتاي رفعت
أوكتاي رفعت هوروزكو (بالتركية: Oktay Rıfat Horozcu)‏ هو شاعر وكاتب مسرحي تركي ولد في يوم 10 حزيران 1914 في مدينة طرابزون في تركيا ويعتبر أوكتاي واحد من أفضل الشعراء الأتراك خلال فترة الثلاثينات وهو مؤسس تيار الغريب مع أورخان ولي قانيق ومليح جودت أنضاي، اعتباراً من سنة 1955 اتجه إلى تيار الشعر المسمى بالجديد الثاني، وله أعمال ناجحة جدا في مجالات المسرح والروايات غير الشعر.وهو قريب الشاعر ناظم حكمت. توفي في يوم 18 نيسان 1988 في مدينة إسطنبول في تركيا.

## حياته
ولد في طرابزون في العاشر من يونيو عام 1914 .والده هو سامح رفعت وهو نحوى وشاعر وكان واليا على طرابزون أثناءء ولادته، وأمه هي منور هانم ابنة حسن أنور باشا [التركية] ؛ نشأ في عائلة تتضمن الكثير من الكتاب والفنانين. جده الأكبر هو مجر خورشيد باشا وهو ملحن بالآت لكل من الموسيقى التركية والموسيقى الغربية؛ وجده هو ألباى حسن رفعت باشا وكان مهتما بالشعر؛ وعمه هو على رفعت باشا [التركية] وهو عازف عود وملحن معروف؛ وابن خالة أمه هو على فؤاد باشا وهو رجل سياسى وعسكرى معروف في الدولة؛ خالته هي جليلة هانم [التركية] وهي رسامة وابن خالته هو ناظم حكمت وهو شاعر مشهور.و يذكر في بعض المصادر على أن لقبه «هوروجوز».ولكن تحدد أنه لم يوجد أي ورقة رسمية بمثل هذا القيد ولم تنشر كتابات بهذا الاسم المستعار.
تلقى التعليم المتوسط بين أعوام 1932-1925 في مدرسة أتاتورك الثانوية بانقرا [التركية]. في هذه المدرسة كان تلميذا للشاعر أحمد حمدى تانبينار.نظم أول أشعاره وتعرف على أورخان ولى ومليح جودت أصدقائه الذين سيأسسون معا تيار الغريب في المستقبل.و بإصدار الأصدقاء الثلاة جريدة مسماه ب«أصواتنا» في بنية المدرسة استطاعوا نشر أشعارهم.
تلقى التعليم العالى في كلية الحقوق بجامعة انقرا [التركية] بين أعوام 1936-1932 . استمر أثناء دراسته في التعليم العالى بشغفه بالكتابة واهتمامه بالأدب. في سنة التي تخرج فها بدأ بنشر أشعاره التي نظمها بتقنيات الكتابة الجديدة التي طورها هو وأصدقائه مليح جودت وأورخان ولى في مجلة الكيان [التركية].و باجتيازه امتحان الدولة عام 1937 تم إرساله إلى باريس من أجل دراسة العلوم السياسية على حساب وزارة المالية.في الفترة التي قضاها في باريس تقرب إلى الشعر الفرنسى الذي يدافع عن معتقدات الاستقلال والخطاب الملتهب واستمد منه الإلهام. وبعد ثلاثة أعوام بسبب الحرب العالمية الثانية عاد إلى تركيا عام 1940 دون أن يتم رسالة الدكتوراة التي كان يعدها هناك.وبعد عودته من باريس عمل فترة في وزراة المالية وبعد ذلك عمل في الإدارة العمومية للمطبوعات (الإدارة العامة للصحافة والنشر). عقب ذلك عمل كمحام حر في انقرا.في هذه الأثناء في عام 1941 نشر هو واورخان وإلى ومليح جودت الكتاب الشعرى المسمى ب "غريب" والذي تسبب في ضجة كبيرة في عالم الأدب. واستمروا في نشر أشعارهم في المجلات كمجلة"yeditepe"(1951-1957) ومجلة"yapark " (1949-1950) اللذان تم إصدارهما من قبل اورخان وإلى مثل " أشعار حول الحياة والموت والعشق والتشرد "(1945) بالإضافة إلى الكتب الشعرية المسماة ب " الجماليات "(1945) و " وأعلى وأسفل "(1952 " و "العائلة " (1947) في عام 1954 حاز على جائزة yeditepe للشعر بكتابه الشعرى المسمى ب "النسر والثعلب" الذي نشره.
باستطوانه في إسطنبول عام 1955 استمر بالمحاماة.في نفس العام تسببت مقدمة كتابه الشعرى المسمى ب «ناصية الشارع» بضجة. بهذا الكتاب اتجه إلى فهم الشعر الذي أُعطى اسما ثانيا مجدداً.في عام 1958 نشر كتابه الشعرى المسمى ب «عشق مرديفانى».اعتبارا من عام 1961 استمر بوظيفة المحاماة في السكك الحديدة للدولة وعمل في هذا القطاع حتى تقاعده عام 1973. في بداية الستينات قام بترجمة كتب في الميثولوجيا لخبراء يونانيون ولاتينيون إلى اللغة التركية. حاز على جائزة مجمع اللغة التركية للشعر بكتابه المسمى ب«أشعار» الذي نشره عام 1969. بعد هذا التاريخ أعطى ثقلا للأعمال الروائية والمسرحية. ألف مسرحيات مثل «لعبة داخل لعبة» و «كأس زابت فاطمة» و «الأحصنة والأفيال» و«محنة المطر» و «بين النساء» و «مجموعة بشر» و «كلفة الديك» وتم عرض كل واحدة منهم. وكتب مسرحية «الحاسدون» مع صديقه مليح جودت. ونشر أول رواية له «من نافذة امرأة» عام 1976. حاز على جائزة مادرلى رومان [التركية] بكتابه «دانابورنو» عام 1980 .في نفس العام حاز على جائزة سدات سيمافى واقفى [التركية] بشعره المسمى«داخل سيجارة» وجائزة بهجت ناجاتجيل الشعرية [التركية] بكتابه«الابكم والعارية».
اوكتاى رفعت المتزوج بصبيحة رفعت مترجمة اللغة الفرنسية هو ابن الكاتب والمترجم والشاعرسامح رفعت.الفنان الذي استمر بالتأليف حتى ايامه الأخيرة وافته المنية في إسطنبول عام 1988 بعد أن أتم عمله المسرحى المسمى ب«محنة المطر». وتم دفنه في مدافن كراجا أحمد

## فنونه
اوكتاى رفعت الذي بدأ في كتابة الشعر أعوام دراسته كطالب في ثانوية انقرا للبنين نشر في مجلة الوجود بين اعوام 1939-1944 اولى اشعاره التي تعكس فهمه التام للقواعد والأشكال في الشعر.استخدم وزن الهاجا في أشعاره الأولى وبعد ذلك لجأ إلى الوزن الحر. بنشر كتابه الشعرى المسمى ب «غريب» مع اورخان وإلى قانيق ومليح جودت انضاى أصبح من رواد التيار الشعرى «غريب». في أشعار فترة غريب اقترب للمعيشة اليومية للناس التي تعيش في المدينة بالأقوال المدهشة والساخرة. اتجه إلى الشعر المغلق بالمعانى التي أطلق عليها الثانى الجديد في الشعر التركي بكتابه «ناصية الشارع». كتب اشعار لا تنسى باستخدام حافظته اللغوية الواسعة وثراء صوت اللغة التركية بمهارة.تعد من الأشعار الأكثر تأثيراً من الشعر الذي ينتقل من كتاب لكتاب والفيض العام للشعر التركي.
صّب في سطوره أفكاره المتعلقة بالمشاكل الاجتماعية العامة في الستينيات وحقوق العمال وبلبلة النظام. ويرى تأثير هذه الأفكار خاصة في كتابه الشعرى المسمى ب «توجد أيادى الحرية» الذي أصدره عام 1966 .دخل إلى عصره الثالث والأخير في حياته الأدبية بكتابه المسمى «أشعاره» الذي نشره عام 1969 .كتب كتب حول الخصائص النظرية للشعر في هذه الفترة التي صار فيها ماهرا في استخدام اللغة والكلمات والتي أظهر فيها جيدا معانى الكتابة وأنواعها واشكالها.
اوكتاى رفعت الذي ألف مؤلفات أيضا في مجال الروايات والأعمال المسرحية جعل أبطال الرواية والمسرحية كرموز لكل واحدة من اقسام المجتمع المختلفة.
"تظهر الحالة الشعرية الراهنة لاوكتاى رفعت صعود وهبوط، يوقظ انطباع عكسى تماما عن بعض الاتجاهات الأولية عند القارئ، وليس هؤلاء متعلقين فقط بتغير الشخصية.

## أعماله

### شعر
- غريب
- أشعار حول الموت والحياة والعشق والتشرد (1945)
- الجماليات (1945)
- أعلى وأسفل (1952)
- النسر والثعلب (1954)
- ناصية الشارع (1956)
- العشق المارديفانى (1958)
- تفرقة في الرأى (الطبعة الثانية للثعلب والنسر وأعلى وأسفل،1963)
- أشعار الرعاة (1976)

### الروايات
- من نافذة امرأة (1976)
- دانابورنو (1980)
- باى ليار (1982)

### الأعمال المسرحية
- مجموعة بشر (1961)
- بين النساء (عرضت في مسرح الدولة عام 1948[5])أوفاتح باشا عام (1966)
- الأحصنة والأفيال أو طمأنينة النظام (أول نشر عام 1988)
- كلفة الديك (1988)
- محنة المطر (1988)

## جوائزه
- جائزة yeditepeالشعرية عام 1954 بكتاب النسر والثعلب
- جائزة مجمع اللغة التركية للشعر عام 1970 بكتابهالأشعار
- جائزة المسرحية السنوية لجمعية انقرا لمحبى الفن عام 1970 وجائزة ربحه لمسابقة الجوائز الفنية TRT بعمله المسرحى المسمى ب

محنة مطر
- جائزة سادت سيمافى واقفى عام 1980 بكتابه الشعرى المسمى بداخل سيجارة
- جائزة نجاتيجيل 1984 بعمله الابكم والعارية
- جائزة مادريلى رومان 1980 برواية دانابورنو